# تيرينس ماين
تيرينس ماين (بالإنجليزية: Terence Main)‏ هو فنان أمريكي، ولد في 1954.